# Louis-Joseph Lefort
Pour les articles homonymes, voir Lefort.
Louis-Joseph Lefort (1766-1848) est un libraire et imprimeur lillois, né à Hérinnes-sur-l'Escaut, près de Tournai (Belgique).
Il arrive à Lille en 1782, et travaille chez l'imprimeur Paul-Liévin Danel en tant que domestique, puis chez le libraire Pierre-Antoine Dumortier comme garçon de magasin. Il s'établit en 1789 à Lille près de l'église Saint-Étienne détruite lors du siège de Lille en 1792 et sa boutique subit également des dégâts lors du bombardement autrichien.
Monarchiste et catholique, il est emprisonné pour avoir diffusé le manifeste de Brunswick en 1793-1794, et doit son salut au 9 Thermidor (27 juillet 1794). Il est libéré en novembre 1794.
Breveté imprimeur en 1811 et libraire en 1813, il sollicite plusieurs fois le titre d'imprimeur du Roi et l'obtient finalement en 1823. Dès 1818, il publie un catalogue annuel de son fonds et, de 1830 à 1836, les livraisons de l' « Atlas topographique et historique de la ville de Lille » de Brun-Lavainne et lance en 1827 la collection de la « Nouvelle Bibliothèque catholique ».
Son fils Louis-Nicolas-Joseph Lefort lui succède en 1831.
Il est à l'origine des Éditions Lefort, importante maison d'édition provinciale des XIXe et XXe siècles.
Extrait du rapport du préfet du Nord (24 septembre 1862) : « ... La maison Lefort est très riche et jouit d'une considération justement méritée. Elle exploite à Lille, une des imprimeries les plus importantes de province, et ses publications toutes écrites au point de vue religieux sont vivement recherchées dans les pensionnats et maisons d'éducation sur tous les points de la France et même de l'Étranger ».
Lefort commence à imprimer en 1802. Ses descendants ont perpétué l'entreprise sur plusieurs générations.